# Coptera
Coptera is een geslacht van vliesvleugelige insecten uit de familie Diapriidae.

## Soorten
- C. alticeps (Kieffer, 1911)
- C. crassicornis (Kieffer, 1911)
- C. depressa (Kieffer, 1911)
- C. fissa (Wollaston, 1858)
- C. gestroi (Kieffer, 1911)
- C. hispanica (Kieffer, 1911)
- C. holoptera (Kieffer, 1911)
- C. inaequalifrons (Jansson, 1942)
- C. maura (Kieffer, 1911)
- C. mayeti (Kieffer, 1911)
- C. merceti (Kieffer, 1911)
- C. punctata (Kieffer, 1911)
- C. punctaticeps (Kieffer, 1911)
- C. punctiventris (Kozlov, 1979)
- C. ruficornis (Kieffer, 1911)